# Săedinenie
Săedinenie (in bulgaro Съединение?) è un comune bulgaro situato nella Regione di Plovdiv di 10 975 abitanti (dati 2009). La sede comunale è nella località omonima.

## Località
Il comune è formato dall'insieme delle seguenti località:
- Săedinenie (sede comunale)
- Carimir
- Ceretelevo
- Dragomir
- Goljam chardak
- Ljuben
- Malăk čardak
- Najden Gerovo
- Nedelevo
- Pravište